# 리하르트 페르데르버
리하르트 페르데르버(Richard Werderber, 1884년 1월 23일 ~ 1955년 9월 8일)는 1912년 하계 올림픽에 참가한 오스트리아의 펜싱 선수이다.
1902년부터 1934년까지 군인 신분으로 있었으며, 최종 직급은 대령이었다.